# Ladislav Čapek
Ladislav Čapek (2. července 1919 – 17. ledna 1996), také známý jako Ladislav Váňa, byl českým režisérem animovaných filmů.
Tvůrce populárních českých a slovenských Večerníčků, včetně série pohádek o Rumcajsovi, O hajném Robátkovi a jelenu Větrníkovi, Byla jednou koťata, Pásli ovce Valaši, V chalúpke za chalúpkou aj.